# Danh sách phim điện ảnh Nhật Bản năm 2024
Đây là danh sách các bộ phim của điện ảnh Nhật Bản dự kiến ra mắt vào năm 2024.

## Phim có doanh thu cao nhất
Sau đây là danh sách 10 bộ phim điện ảnh Nhật Bản có doanh thu phòng vé cao nhất được phát hành tại Nhật Bản trong năm 2024.
*Cập nhật lần cuối vào ngày 16 tháng 10 năm 2024.
| Thứ hạng | Tiêu đề                                             | Doanh thu                                |
| -------- | --------------------------------------------------- | ---------------------------------------- |
| 1        | Thám tử lừng danh Conan: Ngôi sao 5 cánh 1 triệu đô | 15,71 tỉ yên Nhật (105,2 triệu đô la Mỹ) |
| 2        | Haikyu!!: Trận chiến bãi phế liệu                   | 11,55 tỉ yên Nhật (77,3 triệu đô la Mỹ)  |
| 3        | Kingdom 4: Return of the Great General              | 7,92 tỉ yên Nhật (53,0 triệu đô la Mỹ)   |
| 4        | Gia đình × Điệp viên Mã: Trắng                      | 6,32 tỉ yên Nhật (42,3 triệu đô la Mỹ)   |
| 5        | Last Mile                                           | 5,37 tỉ yên Nhật (36,0 triệu đô la Mỹ)   |
| 6        | Mobile Suit Gundam SEED Freedom                     | 5,11 tỉ yên Nhật (34,2 triệu đô la Mỹ)   |
| 7        | The Floor Plan                                      | 5,05 tỉ yên Nhật (33,8 triệu đô la Mỹ)   |
| 8        | Nếu gặp lại em trên ngọn đồi hoa nở                 | 4,50 tỉ yên Nhật (30,1 triệu đô la Mỹ)   |
| 9        | Doraemon: Nobita và bản giao hưởng Địa Cầu          | 4,27 tỉ yên Nhật (28,6 triệu đô la Mỹ)   |
| 10       | Học viện anh hùng: You're Next                      | 3,52 tỉ yên Nhật (23,6 triệu đô la Mỹ)   |

## Phát hành

### Tháng 1 – Tháng 3
| Khởi chiếu  | Khởi chiếu | Tiêu đề                                                                     | Tiêu đề gốc                              | Đạo diễn           | Diễn viên | Tham khảo |
| ----------- | ---------- | --------------------------------------------------------------------------- | ---------------------------------------- | ------------------ | --- | --------- |
| T H Á N G 1 | 5          | The Beast of Comedy                                                         | Warai no kaibutsu                        | Takimoto Kengo     | Okayama Amane, Kataoka Reiko, Matsumoto Honoka, Suda Masaki, Nakano Taiga | [ 2 ]     |
| T H Á N G 1 | 5          | Estab Life: Bloody Escape                                                   | Esutabu Raifu                            | Taniguchi Gorō     | Ono Yūki, Ueda Reina, Saito Soma, Uchida Yuma, Yukino Satsuki, Kurata Masayo | [ 3 ]     |
| T H Á N G 1 | 12         | Kizumonogatari: Koyomi Vamp                                                 |                                          | Oishi Tatsuya      | Kamiya Hiroshi, Horie Yui, Sakamoto Maaya, Sakurai Takahiro, Ebara Masashi, Irino Miyu, Ōtsuka Hōchū                                                                            | [ 4 ]     |
| T H Á N G 1 | 12         | Let's Go Karaoke!                                                           | Karaoke Iko!                             | Yamashita Nobuhiro | Ayano Go, Saitō Jun, Yoshine Kyoko, Kitamura Kazuki | [ 5 ]     |
| T H Á N G 1 | 12         | In an Isolated Cottage on a Snowy Mountain                                  |                                          | Iizuka Ken         | Shigeoka Daiki, Nakajo Ayami, Okayama Amane, Nishino Nanase, Hotta Mayu, Tozuka Junki, Morikawa Aoi, Mamiya Shotaro                                                             | [ 6 ]     |
| T H Á N G 1 | 19         | Golden Kamuy                                                                |                                          | Kubo Shigeaki      | Yamazaki Kento, Yamada Anna, Maeda Gordon, Yamoto Yūma, Otani Ryohei, Yanagi Shuntarō, Katsuya, Takahata Mitsuki, Tamaki Hiroshi, Tachi Hiroshi                                 | [ 7 ]     |
| T H Á N G 1 | 19         | Best Regards to All                                                         |                                          | Shimotsu Yūta      | Furukawa Kotone, Matsudai Koya | [ 8 ]     |
| T H Á N G 1 | 26         | Mobile Suit Gundam SEED Freedom                                             |                                          | Fukuda Mitsuo      | Hoshi Sōichirō, Tanaka Rie, Ishida Akira, Mori Nanako | [ 9 ]     |
| T H Á N G 1 | 26         | Cùng em ở ngày thế giới kết thúc                                            | Kimi to Sekai ga Owaru Hi ni             | Sugawara Shintarō  | Takeuchi Ryoma, Takahashi Fumiya, Hotta Mayu, Itagaki Rihito, Kubozuka Airu, Tachibana Yūki, Kuroba Mario                                                                       | [ 10 ]    |
| T H Á N G 1 | 26         | Take Me to Another Planet                                                   |                                          | Kimura Satoshi     | Riko, Kakei Miwako, Nakajima Ayumu, Tsuna Keito, Miran, Sakanoue Akane | [ 11 ]    |
| T H Á N G 1 | 26         | Silent Love                                                                 |                                          | Uchida Eiji        | Yamada Ryosuke, Hamabe Minami, Nomura Shuhei, Furuta Arata, Tatsumi Takuro, Yoshimura Kaito                                                                                     | [ 12 ]    |
| T H Á N G 2 | 2          | Kamen Rider 555 20th: Paradise Regained                                     |                                          | Tasaki Ryuta       | Handa Kento, Haga Yuria, Murakami Kōhei, Karahashi Mitsuru | [ 13 ]    |
| T H Á N G 2 | 2          | After the Fever                                                             |                                          | Yamamoto Akira     | Hashimoto Ai, Nakano Taiga, Kiryu Mai, Mizukami Koshi | [ 14 ]    |
| T H Á N G 2 | 2          | Sin and Evil                                                                |                                          | Saitō Yūki         | Kora Kengo, Daito Shunsuke, Ishida Takuya | [ 15 ]    |
| T H Á N G 2 | 2          | Ōmuro-ke: Dear Sisters                                                      |                                          | Tatsuwa Naoyuki    | Katō Emiri, Saitō Chiwa, Hidaka Rina | [ 16 ]    |
| T H Á N G 2 | 2          | Thanh gươm diệt quỷ: Từ phép màu tình thân, đến chuyến đặc huấn của đại trụ | Kimetsu no Yaiba: Hashira Geiko-hen      | Sotozaki Haruo     | Hanae Natsuki, Kitō Akari, Okamoto Nobuhiko, Kawanishi Kengo, Hanazawa Kana, Furukawa Toshio, Yamadera Koichi, Seki Toshihiko, Seki Tomokazu, Sugita Tomokazu, Suzumura Kenichi | [ 17 ]    |
| T H Á N G 2 | 9          | The Dancing Okami                                                           |                                          | Saiga Toshirō      | Koshiba Fuka, Matsuda Ruka, Aoki Ryo, Morisaki Win, Dan Rei | [ 18 ]    |
| T H Á N G 2 | 9          | Don't Lose Your Head!                                                       |                                          | Kawai Hayato       | Muro Tsuyoshi, Nagayama Eita, Kawaguchi Haruna, Hayashi Kento, Kitamura Kazuki, Emoto Akira                                                                                     | [ 19 ]    |
| T H Á N G 2 | 9          | All the Long Nights                                                         |                                          | Miyake Shō         | Matsumura Hokuto, Kamishiraishi Mone, Shibukawa Kiyohiko, Imou Haruka, Ryō, Mitsuishi Ken                                                                                       | [ 20 ]    |
| T H Á N G 2 | 9          | Kaze yo Arashi yo                                                           |                                          | Yanagawa Tsuyoshi  | Yoshitaka Yuriko, Nagayama Eita, Matsushita Nao, Oto'o Takuma, Ishibashi Renji, Inagaki Goro                                                                                    | [ 21 ]    |
| T H Á N G 2 | 9          | Voice                                                                       |                                          | Mishima Yukiko     | Maeda Atsuko, Carrousel Maki, Aikawa Show, Bandō Ryōta, Toyota Maho | [ 22 ]    |
| T H Á N G 2 | 16         | Haikyu!!: Trận Chiến Bãi Phế Liệu                                           | Gekijōban Haikyu!! Gomi Suteba no Kessen | Mitsunaka Susumu   | Murase Ayumu, Ishikawa Kaito, Kaji Yuki, Nakamura Yuichi, Uchiyama Koki, Hino Satoshi, Hayashi Yuu, Okamoto Nobuhiko                                                            | [ 23 ]    |
| T H Á N G 2 | 23         | Ultraman Blazar the Movie: Tokyo Kaiju Showdown                             |                                          | Taguchi Kiyotaka   | Warabino Tomoya, Tsukimiya Himena, Naito Konomi, Kajihara Hayate, Ito Yuki, Iida Kisuke, Okamoto Shinya, Iwakawa Haru, Morishima Ritsuto, Ishida Akira                          | [ 24 ]    |
| T H Á N G 2 | 23         | Ghép đôi                                                                    | Matchingu                                | Uchida Eiji        | Tsuchiya Tao, Sakuma Daisuke, Kaneko Nobuaki, Matobu Sei, Sugimoto Tetta, Saito Yuki                                                                                            | [ 25 ]    |
| T H Á N G 2 | 29         | The Parades                                                                 |                                          | Fujii Michihito    | Nagasawa Masami, Sakaguchi Kentaro, Yokohama Ryusei, Mori Nana, Tanaka Tetsushi, Terajima Shinobu, Franky Lily                                                                  | [ 26 ]    |
| T H Á N G 3 | 1          | Doraemon: Nobita và bản giao hưởng Địa Cầu                                  | Doraemon: Nobita no Chikyū Shinfonī      | Imai Kazuaki       | Mizuta Wasabi, Ōhara Megumi, Kakazu Yumi, Kimura Subaru, Seki Tomokazu | [ 27 ]    |
| T H Á N G 3 | 1          | Ya Boy Kongming!: Road to Summer Sonia                                      |                                          | Honma Shū          | Hondo Kaede, Okiayu Ryōtarō, Chiba Shōya, Fukushima Jun | [ 28 ]    |
| T H Á N G 3 | 1          | 52-Hertz Whales                                                             |                                          | Narushima Izuru    | Sugisaki Hana, Shison Jun, Miyazawa Hio, Ono Karin, Kuwana Tōri, Yo Kimiko, Baisho Mitsuko                                                                                      | [ 29 ]    |
| T H Á N G 3 | 1          | Horizon                                                                     |                                          | Kobayashi Katsuya  | Taki Pierre, Kuribayashi Aiki, Adachi Tomomitsu, Uchida Chikage, Wan Marui | [ 30 ]    |
| T H Á N G 3 | 8          | My Home Hero: The Movie                                                     |                                          | Aoyama Takahiro    | Sasaki Kuranosuke, Takahashi Kyōhei, Saitō Asuka, Kimura Tae, Tsuda Kenjiro, Miyase Ryubi                                                                                       | [ 31 ]    |
| T H Á N G 3 | 8          | Play!                                                                       |                                          | Furumaya Tomoyuki  | Okudaira Daiken, Suzuka Ouji, Yamashita Rio, Miura Masaki, Ogura Fumiya | [ 32 ]    |
| T H Á N G 3 | 8          | Eiga Shimajirō Miracle Jima no Nanairo Carnation                            |                                          | Kawamura Tomohiro  | Minami Omi, Takahashi Miki, Yamazaki Takumi | [ 33 ]    |
| T H Á N G 3 | 8          | Gold Boy                                                                    |                                          | Kaneko Shusuke     | Okada Masaki, Kuroki Haru, Hamura Jinsei, Matsui Rena, Kitamura Kazuki, Eguchi Yōsuke                                                                                           | [ 34 ]    |
| T H Á N G 3 | 8          | Kamen Rider Geats: The Movie                                                |                                          | Sakamoto Koichi    | Kan Hideyoshi, Sato Ryuga, Hoshino Yuna, Mokudai Kazuto | [ 35 ]    |
| T H Á N G 3 | 15         | The Floor Plan                                                              |                                          | Ishikawa Jun'ichi  | Mamiya Shotaro, Sato Jiro, Kawaei Rina | [ 36 ]    |
| T H Á N G 3 | 15         | Dare to Stop Us 2                                                           |                                          | Inoue Jun'ichi     | Iura Arata, Higashide Masahiro, Imou Haruka, Sugita Rairu | [ 37 ]    |
| T H Á N G 3 | 15         | Lovesick Ellie                                                              |                                          | Miki Kōichirō      | Miyase Ryubi, Hara Nanoka, Nishimura Takuya, Shiramiya Mizuho, Fujimoto Kodai, Otsuna Hironaga                                                                                  | [ 38 ]    |
| T H Á N G 3 | 22         | Tháng tư, ngày em đến                                                       |                                          | Yamada Tomokazu    | Satoh Takeru, Nagasawa Masami, Mori Nana, Nakano Taiga, Nakajima Ayumu, Kawai Yuumi, Tomosaka Rie, Takenouchi Yutaka                                                            | [ 39 ]    |
| T H Á N G 3 | 22         | Dead Dead Demon's Dededede Destruction Part 1                               |                                          | Kurokawa Tomoyuki  | Ikuta Lilas, Ano, Tanezaki Atsumi, Shimabukuro Miyuri, Irino Miyu | [ 40 ]    |
| T H Á N G 3 | 22         | Penalty Loop                                                                |                                          | Araki Shinji       | Wakaba Ryuya, Iseya Yusuke, Yamashita Rio, Jin Dae-yeon | [ 41 ]    |

### Tháng 4 – Tháng 6
| Khởi chiếu  | Khởi chiếu | Tiêu đề                                                     | Tiêu đề gốc                                                        | Đạo diễn             | Diễn viên | Tham khảo |
| ----------- | ---------- | ----------------------------------------------------------- | ------------------------------------------------------------------ | -------------------- | --- | --------- |
| T H Á N G 4 | 5          | Toxic Daughter                                              |                                                                    | Naitō Eisuke         | Satsukawa Aimi, Uehara Sera, Irei Himena, Takezai Terunosuke                                                                                | [ 42 ]    |
| T H Á N G 4 | 12         | Thám tử lừng danh Conan: Ngôi sao 5 cánh 1 triệu đô         | Meitantei Conan: Hyaku-man Doru no Michishirube                    | Nagaoka Chika        | Takayama Minami, Yamazaki Wakana, Koyama Rikiya, Yamaguchi Kappei, Horikawa Ryō                                                             | [ 43 ]    |
| T H Á N G 4 | 12         | Renji Himuro                                                |                                                                    | Tsuji Hiroyuki       | Motomiya Yasukaze, Kuroba Mario, Honda Hiroto, Kyan Yutaka, Yamaguchi Yoshiyuki                                                             | [ 44 ]    |
| T H Á N G 4 | 12         | Kuramerukagari                                              |                                                                    | Tsukahara Shigeyoshi | Hakuzan Kanda, Kurosawa Tomoyo, Serizawa Yu, Satō Setsuji, Karino Shō, Sakamoto Raikō                                                       | [ 45 ]    |
| T H Á N G 4 | 12         | Kurayukaba                                                  |                                                                    | Tsukahara Shigeyoshi | Sakura Ayane, Sakakibara Yui, Ōtsuka Takeo, Hosoya Yoshimasa, Mori Nanako, Yūki Aoi                                                         | [ 46 ]    |
| T H Á N G 4 | 19         | Amalock                                                     |                                                                    | Nakamura Kazuhiro    | Eguchi Noriko, Nakajo Ayami, Shōfukutei Tsurube II                                                                                          | [ 47 ]    |
| T H Á N G 4 | 19         | Blue Lock: Episode Nagi                                     |                                                                    | Ishikawa Shunsuke    | Shimazaki Nobunaga, Uchida Yuma | [ 48 ]    |
| T H Á N G 4 | 19         | The Yin Yang Master Zero                                    |                                                                    | Satō Shimako         | Yamazaki Kento, Sometani Shota, Nao, Ando Masanobu, Murakami Nijirō, Itagaki Rihito, Kunimura Jun, Kitamura Kazuki, Kobayashi Kaoru         | [ 49 ]    |
| T H Á N G 4 | 20         | Tatsumi                                                     |                                                                    | Shōji Hiroshi        | Endo Yuya, Morita Kokoro, Gotō Takenori, Fujiwara Kisetsu                                                                                   | [ 50 ]    |
| T H Á N G 4 | 25         | City Hunter                                                 | Shitī Hantā                                                        | Satō Yūichi          | Suzuki Ryohei, Morita Misato, Ando Masanobu, Kimura Fumino                                                                                  | [ 51 ]    |
| T H Á N G 4 | 26         | Evil Does Not Exist                                         | Aku wa Sonzai Shinai                                               | Hamaguchi Ryusuke    | Omika Hitoshi, Nishikawa Ryo, Kosaka Ryuji, Shibutani Ayaka                                                                                 | [ 52 ]    |
| T H Á N G 5 | 3          | Swimming in a Sand Pool                                     |                                                                    | Yamashita Nobuhiro   | Hamao Saki, Nakayoshi Reia, Kiyota Mikuri, Hanaoka Sumire                                                                                   | [ 53 ]    |
| T H Á N G 5 | 3          | Thanh xuân 18×2: Lữ trình hướng về em                       | Seishun 18×2 Kimi e to Tsuzuku Michi                               | Fujii Michihito      | Hsu Greg, Kiyohara Kaya, Chang Joseph, Michieda Shunsuke, Kuroki Haru, Matsushige Yutaka, Kuroki Hitomi                                     | [ 54 ]    |
| T H Á N G 5 | 3          | Buzzy Noise                                                 |                                                                    | Kazama Hiroki        | Kawanishi Takumi, Sakurada Hiyori, Inowaki Kai, Yanagi Shuntaro                                                                             | [ 55 ]    |
| T H Á N G 5 | 10         | Samurai Detective Onihei: Blood for Blood                   |                                                                    | Yamashita Tomohiko   | Matsumoto Kōshirō X, Sendō Nobuko, Nakamura Yuri, Hino Shōhei, Ichikawa Somegorō VIII, Nakai Kiichi                                         | [ 56 ]    |
| T H Á N G 5 | 10         | Trapezium                                                   | Torapejiumu                                                        | Shinohara Masahiro   | Yuikawa Asaki, Yōmiya Hina, Ueda Reina, Aikawa Haruka                                                                                       | [ 57 ]    |
| T H Á N G 5 | 10         | Undead Lovers                                               |                                                                    | Matsui Daigo         | Mikami Ai, Sato Kanta, Ochiai Motoki, Aoki Yuzu, Maeda Atsuko, Kanno Misuzu                                                                 | [ 58 ]    |
| T H Á N G 5 | 10         | Last Turn                                                   |                                                                    | Kuma Shinji          | Iwaki Koichi, Takatsuki Sara, Kanjiya Shihori, Tayama Ryōsei, Miyazaki Yoshiko                                                              | [ 59 ]    |
| T H Á N G 5 | 10         | Code Geass: Rozé of the Recapture                           | Kōdo Giasu: Dakkan no Roze                                         | Ohashi Yoshimitsu    | Amasaki Kōhei, Furukawa Makoto | [ 60 ]    |
| T H Á N G 5 | 10         | Uma Musume Pretty Derby: Road to the Top                    | Uma Musume Pretty Derby: Rōdo tū za Toppu                          | Chengzhi Liao        | Nakamura Kanna, Tokui Sora, Sasaki Hitomi                                                                                                   | [ 61 ]    |
| T H Á N G 5 | 17         | Happiness                                                   |                                                                    | Shinohara Tetsuo     | Kubozuka Airu, Makita Aju, Hashimoto Ai, Yamazaki Masayoshi, Yoshida Yō                                                                     | [ 62 ]    |
| T H Á N G 5 | 17         | Iris the Movie: Full Energy!!'                              |                                                                    | Ikehata Hiroshi      | Yamakita Saki, Serizawa Yū, Akaneya Himika, Wakai Yūki, Kubota Miyu (Iris)                                                                  | [ 63 ]    |
| T H Á N G 5 | 17         | Missing                                                     |                                                                    | Yoshida Keisuke      | Ishihara Satomi, Nakamura Tomoya, Aoki Munetaka, Mori Yūsaku, Ono Karin, Hosokawa Gaku                                                      | [ 64 ]    |
| T H Á N G 5 | 17         | Bushido                                                     |                                                                    | Shiraishi Kazuya     | Kusanagi Tsuyoshi, Kiyohara Kaya, Nakagawa Taishi, Okuno Eita, Oto'o Takuma, Ichimura Masachika, Saitoh Takumi, Koizumi Kyoko, Kunimura Jun | [ 65 ]    |
| T H Á N G 5 | 17         | The Women in the Lakes                                      |                                                                    | Ōmori Tatsushi       | Fukushi Sota, Matsumoto Marika, Fukuchi Momoko, Zaizen Naomi, Mita Yoshiko, Asano Tadanobu                                                  | [ 66 ]    |
| T H Á N G 5 | 24         | Dangerous Cops: Home Coming                                 |                                                                    | Hara Hiroto          | Tachi Hiroshi, Shibata Kyōhei, Asano Atsuko, Nakamura Tōru, Tsuchiya Tao                                                                    | [ 67 ]    |
| T H Á N G 5 | 24         | Uma Musume Pretty Derby: Beginning of a New Era             | Uma Musume Pretty Derby: Shinjidai no Tobira                       | Yamamoto Ken         | Fujimoto Yuri, Uesaka Sumire, Ogura Yui | [ 68 ]    |
| T H Á N G 5 | 24         | The Crescent Moon with Cats                                 |                                                                    | Kamimura Naho        | Adachi Yumi, Kurashina Kana, Watanabe Keisuke                                                                                               | [ 69 ]    |
| T H Á N G 5 | 24         | Cô gái Oni của tôi                                          | Suki demo Kirai na Amanojaku                                       | Shibayama Tomotaka   | Ono Kensho, Tomita Miyu, Asanuma Shintarō, Yamane Aya, Shiota Tomoko, Saitō Shirō                                                           | [ 70 ]    |
| T H Á N G 5 | 24         | Dead Dead Demon's Dededede Destruction Part 2               |                                                                    | Kurokawa Tomoyuki    | Ikuta Lilas, Ano, Tanezaki Atsumi, Shimabukuro Miyuri, Irino Miyu                                                                           | [ 71 ]    |
| T H Á N G 5 | 31         | Nhất quỷ nhì ma, thứ ba Takagi: Trêu rồi yêu                | Eiga Karakai Jōzu no Takagi-san                                    | Imaizumi Rikiya      | Nagano Mei, Takahashi Fumiya, Eguchi Yōsuke, Suzuki Jin, Taira Yuna                                                                         | [ 72 ]    |
| T H Á N G 5 | 31         | The Ohara Family Rhapsody                                   |                                                                    | Katsuki Hideyuki     | Takahata Atsuko, Hashizume Isao, Goriki Ayame, Nagatsuka Kyōzō                                                                              | [ 73 ]    |
| T H Á N G 5 | 31         | Who Were We?                                                |                                                                    | Tomina Tetsuya       | Komatsu Nana, Matsuda Ryuhei, Otake Shinobu, Sennosuke Kataoka, Ishibashi Shizuka, Tanaka Min                                               | [ 74 ]    |
| T H Á N G 5 | 31         | Confession                                                  |                                                                    | Yamashita Nobuhiro   | Ikuta Toma, Yang Ik-june, Nao | [ 75 ]    |
| T H Á N G 6 | 7          | A Girl Named Ann                                            |                                                                    | Irie Yu              | Kawai Yuumi, Sato Jiro, Inagaki Goro, Kawai Aoba, Hirooka Yuriko, Hayami Akari                                                              | [ 76 ]    |
| T H Á N G 6 | 7          | Stay Mum                                                    |                                                                    | Sekine Kosai         | Watanabe Anne, Nakasu Tōma, Satsukawa Aimi, Sakou Yoshi, Ando Masanobu, Okuda Eiji                                                          | [ 77 ]    |
| T H Á N G 6 | 7          | Worlds Apart                                                |                                                                    | Seta Natsuki         | Aragaki Yui, Hayase Ikoi, Seto Kōji, Kaho, Komiyama Rina                                                                                    | [ 78 ]    |
| T H Á N G 6 | 7          | Tomorrow in the Finder                                      |                                                                    | Akiyama Jun          | Hiraizumi Sei, Sano Masaya, Ichige Yoshie, Kuroki Hitomi, Satō Kōichi, Kashima Riku                                                         | [ 79 ]    |
| T H Á N G 6 | 7          | This Man                                                    |                                                                    | Amano Tomojirō       | Deguchi Arisa, Kinomoto Minehiro, Tsuda Kanji, Watanabe Tetsu                                                                               | [ 80 ]    |
| T H Á N G 6 | 7          | Tea for Three                                               |                                                                    | Ōtani Kentarō        | Matsushita Nao, Sugino Yosuke, Yamamura Ryuta                                                                                               | [ 81 ]    |
| T H Á N G 6 | 14         | Dear Family                                                 |                                                                    | Tsukikawa Shō        | Oizumi Yo, Kanno Miho, Fukumoto Riko, Kawaei Rina, Arai Miu                                                                                 | [ 82 ]    |
| T H Á N G 6 | 14         | Rabbits Kingdom the Movie                                   |                                                                    | Ozaki Masayoshi      | Kaji Yūki, Toriumi Kōsuke, Masuda Toshiki, Maeno Tomoaki, Hosoya Yoshimasa, Kenn, Aoi Shouta, Hatano Wataru                                 | [ 83 ]    |
| T H Á N G 6 | 14         | A Few Moments of Cheers                                     |                                                                    | Popurika             | Hanae Natsuki, Ise Mariya, Sugawara Kei, Uchida Yuma, Izumi Fuka                                                                            | [ 84 ]    |
| T H Á N G 6 | 21         | 90 Years Old – So What?                                     |                                                                    | Maeda Tetsu          | Kusabue Mitsuko, Karasawa Toshiaki, Maya Miki, Fujima Sawako, Kimura Tae, Nakashima Runa                                                    | [ 85 ]    |
| T H Á N G 6 | 21         | Kuchinai Sakura                                             |                                                                    | Hara Hiroto          | Sugisaki Hana, Hagiwara Riku, Toyohara Kōsuke, Yasuda Ken                                                                                   | [ 86 ]    |
| T H Á N G 6 | 21         | Ōmuro-ke: Dear Friends                                      |                                                                    | Tatsuwa Naoyuki      | Katō Emiri, Saitō Chiwa, Hidaka Rina | [ 87 ]    |
| T H Á N G 6 | 27         | Sáu tháng và một năm                                        | Yomei Ichinen no Boku ga, Yomei Hantoshi no Kimi to Deatta Hanashi | Miki Takahiro        | Nagase Ren, Deguchi Natsuki, Yokota Mayuu, Kimura Fumino, Otsuka Nene, Nakamura Tōru, Matsuyuki Yasuko                                      | [ 88 ]    |
| T H Á N G 6 | 28         | Bí mật: Bản nhạc ẩn giấu                                    | Ienai Himitsu                                                      | Kawai Hayato         | Kyomoto Taiga, Furukawa Kotone, Yokota Mayuu, Miura Ryōta, Sakaguchi Ryōtarō                                                                | [ 89 ]    |
| T H Á N G 6 | 28         | Look Back: Liệu ta có dám nhìn lại?                         | Rukku Bakku                                                        | Oshiyama Kiyotaka    | Yuumi Kawai, Yoshida Mizuki | [ 90 ]    |
| T H Á N G 6 | 28         | Let's Go! Anpanman: Baikinman and the Picture Book of Lulun |                                                                    | Kawagoe Jun          | Toda Keiko, Nakao Ryūsei, Ueto Aya, Okamura Takashi                                                                                         | [ 91 ]    |
| T H Á N G 6 | 29         | Promised Land                                               |                                                                    | Iijima Masashi       | Sugita Rairu, Kan'ichirō, Miura Masaki, Urabe Fusako, Shibukawa Kiyohiko, Kobayashi Kaoru                                                   | [ 92 ]    |

### Tháng 7 – Tháng 9
| Khởi chiếu  | Khởi chiếu | Tiêu đề                                                                   | Tiêu đề gốc                                      | Đạo diễn                         | Diễn viên | Tham khảo |
| ----------- | ---------- | ------------------------------------------------------------------------- | ------------------------------------------------ | -------------------------------- | --- | --------- |
| T H Á N G 7 | 5          | Sensei's Pious Lie                                                        |                                                  | Miki Kōichirō                    | Nao, Igari Soya, Miyoshi Ayaka, Kazama Shunsuke | [ 93 ]    |
| T H Á N G 7 | 12         | Kingdom 4: The Return of the Great General                                |                                                  | Sato Shinsuke                    | Yamazaki Kento, Yoshizawa Ryo, Hashimoto Kanna, Seino Nana, Yamada Yuki, Okayama Amane, Miura Takahiro, Araki Yuko, Yamamoto Koji, Nagasawa Masami, Tamaki Hiroshi, Satō Kōichi, Oguri Shun, Kikkawa Kōji, Osawa Takao | [ 94 ]    |
| T H Á N G 7 | 12         | To Mom, With Love                                                         |                                                  | Hashiguchi Ryōsuke               | Eguchi Noriko, Uchida Chika, Furukawa Kotone, Aoyama Fall-gachi | [ 95 ]    |
| T H Á N G 7 | 12         | Great Absence                                                             |                                                  | Chikaura Kei                     | Moriyama Mirai, Fuji Tatsuya, Maki Yōko, Hara Hideko | [ 96 ]    |
| T H Á N G 7 | 19         | Be Forever Yamato: Rebel 3199                                             |                                                  | Fukui Harutoshi, Yamato Naomichi | Ono Daisuke, Kuwashima Houko, Ōtsuka Hōchū, Suzumura Kenichi, Hatanaka Tasuku | [ 97 ]    |
| T H Á N G 7 | 19         | Gekijōban SutoPuri Hajimari no Monogatari: Strawberry School Festival!!!! |                                                  | Matsūra Naoki                    | Rinu, Root, Koron, Satomi, Gel, Nanamori | [ 98 ]    |
| T H Á N G 7 | 19         | Mèo ma bê tha                                                             | Bakeneko Anzu-chan                               | Kuno Yoko, Yamashita Nobuhiro    | Moriyama Mirai, Goto Noa, Aoki Takataka, Ichikawa Miwako, Suzuki Keiichi, Mizusawa Shingo | [ 99 ]    |
| T H Á N G 7 | 19         | Run for Money the Movie: Tokyo Mission                                    |                                                  | Nishiura Masaki                  | Kawanishi Takumi, Nakajima Sota, Kimata Shoya, Kaneshiro Aomi, Seguchi Reiya, Sato Daiki | [ 100 ]   |
| T H Á N G 7 | 19         | Anoko wa Dare?                                                            |                                                  | Shimizu Takashi                  | Shibuya Nagisa, Hayase Ikoi, Santoki Soma, Araki Towa, Imamori Maya, Sports Makita, Sometani Shota | [ 101 ]   |
| T H Á N G 7 | 26         | What If Tokugawa Ieyasu Became Prime Minister?                            |                                                  | Takeuchi Hideki                  | Hamabe Minami, Nomura Mansai, Akaso Eiji, Gackt, Takenaka Naoto, Takashima Masahiro, Eguchi Noriko, Mizuki Alisa | [ 102 ]   |
| T H Á N G 7 | 26         | Mononoke – Phim điện ảnh: Bóng ma trong mưa                               | Gekijōban Mononoke: Karakasa                     | Nakamura Kenji                   | Kamiya Hiroshi, Kurosawa Tomoyo, Yūki Aoi, Koyama Mami | [ 103 ]   |
| T H Á N G 7 | 26         | DitO                                                                      |                                                  | Yūki Takashi                     | Yūki Takashi, Tanabe Momoko, Ono Machiko, Confiado Mon, Villar Buboy, Pacquiao Manny | [ 104 ]   |
| T H Á N G 7 | 26         | Brush of the God                                                          |                                                  | Murase Keizō                     | Suzuki Rio, Narahara Takeru, Shaku Yumiko, Saitoh Takumi, Sano Shirō | [ 105 ]   |
| T H Á N G 8 | 2          | Honeko Akabane's Bodyguards                                               | Akabane Honeko no Bodigādo                       | Ishikawa Junichi                 | Raul, Deguchi Natsuki, Okudaira Daiken, Takahashi Hikaru, Tsuchiya Tao, Endō Kenichi | [ 106 ]   |
| T H Á N G 8 | 2          | Học viện anh hùng: You're Next                                            | Boku no Hīrō Akademia za Mūbī: Yuā Nekusuto      | Okamura Tensai                   | Yamashita Daiki, Okamoto Nobuhiko, Sakura Ayane, Kaji Yuki, Ishikawa Kaito | [ 107 ]   |
| T H Á N G 8 | 9          | Bocchi the Rock! Re:Re:                                                   |                                                  | Saito Keiichiro                  | Aoyama Yoshino, Suzushiro Sayumi, Mizuno Saku, Hasegawa Ikumi | [ 108 ]   |
| T H Á N G 8 | 9          | Shin – Cậu bé bút chì: Nhật ký khủng long của chúng mình                  | Eiga Crayon Shin-chan: Ora-tachi no Kyōryū Nikki | Sasaki Shinobu                   | Kobayashi Yumiko, Narahashi Miki, Morikawa Toshiyuki, Kōrogi Satomi, Mashiba Mari, Kitamura Takumi, Ito Shunsuke, Hatanaka Yu                                                                                          | [ 109 ]   |
| T H Á N G 8 | 9          | Blue Period                                                               | Blue Period                                      | Hagiwara Kentarō                 | Maeda Gordon, Takahashi Fumiya, Itagaki Rihito, Sakurada Hiyori, Nakajima Sena, Akiya Ikuho, Ishida Hikari, Eguchi Noriko, Yakushimaru Hiroko                                                                          | [ 110 ]   |
| T H Á N G 8 | 9          | The Scoop                                                                 |                                                  | Kobayashi Keiichi                | Fujiyoshi Karin, Takaishi Akari, Kumada Rinka, Nakai Tomo | [ 111 ]   |
| T H Á N G 8 | 16         | Zegapain STA                                                              |                                                  | Shinoda Masami                   | Asanuma Shintarō, Hanazawa Kana, Kawasumi Ayako, Tsuboi Tomohiro, Inoue Marina, Yoshino Hiroyuki | [ 112 ]   |
| T H Á N G 8 | 16         | Touken Ranbu Dōden: Chikashi Samuraira Umonora                            |                                                  | Ichikawa Kazuya                  | Araki Tarusuke, Maeno Tomoaki | [ 113 ]   |
| T H Á N G 8 | 17         | A Samurai in Time                                                         |                                                  | Jun'ichi Yasuda                  | Yamaguchi Makiya, Fuke Norimasa, Sakura Yūno, Mine Rantarō | [ 114 ]   |
| T H Á N G 8 | 23         | Koi o Shiranai Bokutachi wa                                               |                                                  | Sakai Mai                        | Ōnishi Ryūsei, Kubozuka Airu, Saitō Nagisa, Riko, Igari Sōya, Shida Sara | [ 115 ]   |
| T H Á N G 8 | 23         | Last Mile                                                                 |                                                  | Tsukahara Ayuko                  | Mitsushima Hikari, Okada Masaki, Abe Sadao, Fujioka Dean, Hino Shōhei, Ōkura Kōji, Sakou Yoshi, Ishihara Satomi, Iura Arata, Matsushige Yutaka, Ayano Go, Hoshino Gen                                                  | [ 116 ]   |
| T H Á N G 8 | 23         | The Box Man                                                               |                                                  | Ishii Gakuryū                    | Nagase Masatoshi, Asano Tadanobu, Shiramoto Ayana, Satō Kōichi | [ 117 ]   |
| T H Á N G 8 | 23         | House of Sayuri                                                           |                                                  | Shiraishi Kōji                   | Minamide Ryōka, Kondo Hana, Negishi Toshie, Kajihara Zen, Urabe Fusako, Kitarō, Morita Kokoro, Inomata Rei | [ 118 ]   |
| T H Á N G 8 | 30         | Sắc màu của cảm xúc                                                       | Kimi no Iro                                      | Yamada Naoko                     | Suzukawa Sayu, Takaishi Akari, Kido Taisei, Aragaki Yui | [ 119 ]   |
| T H Á N G 8 | 30         | Rude to Love                                                              |                                                  | Yukihiro Morigaki                | Noriko Eguchi, Kotaro Koizumi, Fumika Baba, Jun Fubuki | [ 120 ]   |
| T H Á N G 8 | 30         | The Three Young-Men in Midnight: The Movie 2                              |                                                  | Takeshi Moriya                   | Ryuta Sato, Yoshinori Okada, Takashi Tsukamoto, Daisuke Kobayashi, Nashiko Momotsuki, Tamae Ando | [ 121 ]   |
| T H Á N G 9 | 6          | Natsume Arata no Kekkon                                                   |                                                  | Tsutsumi Yukihiko                | Yagira Yuya, Kuroshima Yuina | [ 122 ]   |
| T H Á N G 9 | 6          | Desert of Namibia                                                         |                                                  | Yamanaka Yōko                    | Kawai Yuumi, Kaneko Daichi, Kan'ichirō, Watanabe Makiko, Horibe Keisuke, Shintani Yuzumi | [ 123 ]   |
| T H Á N G 9 | 13         | All About Suomi                                                           |                                                  | Mitani Kōki                      | Nagasawa Masami, Nishijima Hidetoshi, Matsuzaka Tori, Endō Kenichi, Kobayashi Takashi, Yajūrō Bandō | [ 124 ]   |
| T H Á N G 9 | 13         | Wonderful PreCure!                                                        |                                                  | TBA                              | Naganawa Maria, Tanezaki Atsumi, Matsuda Satsumi, Ueda Reina | [ 125 ]   |
| T H Á N G 9 | 13         | Sisam                                                                     |                                                  | Nakao Hiroyuki                   | Kan'ichirō, Miura Takahiro, Wada Masato, Bandō Ryōta, Hirano Takahiro, Rosa Sahel | [ 126 ]   |
| T H Á N G 9 | 13         | The Quiet Yakuza 2: Part 1                                                |                                                  | Naruse Kiyoto                    | Ito Kentaro, Kakei Miwako, Fukami Motoki, Motomiya Yasukaze, Miyake Hiroki, Tsubokura Yoshiyuki, Tsutsui Mariko | [ 127 ]   |
| T H Á N G 9 | 13         | My Sunshine                                                               |                                                  | Okuyama Hiroshi                  | Koshiyama Keitatsu, Nakanishi Kiara, Ikematsu Sosuke, Wakaba Ryuya | [ 128 ]   |
| T H Á N G 9 | 20         | Ano Hito ga Kieta                                                         |                                                  | Mizuno Itaru                     | Takahashi Fumiya, Tanaka Kei | [ 129 ]   |
| T H Á N G 9 | 20         | Living in Two Worlds                                                      |                                                  | Mipo O                           | Yoshizawa Ryo, Oshidari Akiko, Imai Akito, Santamaria Yūsuke, Karasuma Setsuko, Denden | [ 130 ]   |
| T H Á N G 9 | 27         | Arrogance and Virtue                                                      |                                                  | Hagiwara Kentarō                 | Fujigaya Taisuke, Nao | [ 131 ]   |
| T H Á N G 9 | 27         | Cloud                                                                     |                                                  | Kurosawa Kiyoshi                 | Suda Masaki, Furukawa Kotone, Okudaira Daiken, Okayama Amane, Arakawa Yoshiyoshi, Kubota Masataka | [ 132 ]   |
| T H Á N G 9 | 27         | The Quiet Yakuza 2: Part 2                                                |                                                  | Naruse Kiyoto                    | Ito Kentaro, Kakei Miwako, Fukami Motoki, Motomiya Yasukaze, Miyake Hiroki, Tsubokura Yoshiyuki, Tsutsui Mariko | [ 133 ]   |
| T H Á N G 9 | 27         | Previously Saved Version                                                  |                                                  | Ishikawa Kei                     | Itō Hideaki, Araki Yuko | [ 134 ]   |
| T H Á N G 9 | 27         | BanG Dream! It's MyGO!!!!! Spring Sunshine, Lost Cat                      |                                                  | Kakimoto Kodai                   | Yōmiya Hina, Aoki Hina, Tateishi Rin, Kohinata Mika, Hayashi Coco | [ 135 ]   |

### Tháng 10 – Tháng 12
| Khởi chiếu   | Khởi chiếu | Tiêu đề                                                                   | Tiêu đề gốc | Đạo diễn                      | Diễn viên | Tham khảo |
| ------------ | ---------- | ------------------------------------------------------------------------- | ----------- | ----------------------------- | --- | --------- |
| T H Á N G 10 | 4          | Fureru                                                                    |             | Nagai Tatsuyuki               | Nagase Ren, Bando Ryota, Maeda Kentaro, Shiraishi Haruka, Iwami Manaka, Minagawa Sarutoki, Tsuda Kenjiro                                                                     | [ 136 ]   |
| T H Á N G 10 | 4          | Happyend                                                                  |             | Neo Sora                      | Kurihara Hayato, Hidaka Yukito, Hayashi Yuta, Peng Shina, Sano Shirō | [ 137 ]   |
| T H Á N G 10 | 11         | The Young Strangers                                                       |             | Uchiyama Takuya               | Isomura Hayato, Kishii Yukino, Fukuyama Shodai, Sometani Shota, Toyohara Kōsuke, Takitō Kenichi, Kirishima Reika                                                             | [ 138 ]   |
| T H Á N G 10 | 11         | Shinji Muroi: Not Defeated                                                |             | Motohiro Katsuyuki            | Yanagiba Toshirō, Saitō Jun, Maeyama Kuga, Maeyama Koga, Yamoto Yuma, Ikoma Rina                                                                                             | [ 139 ]   |
| T H Á N G 10 | 11         | Cha-cha                                                                   |             | Sakai Mai                     | Itō Marika, Nakagawa Taishi, Fujima Sawako, Shiono Akihisa, Stefanie Arianne, Fujii Takashi                                                                                  | [ 140 ]   |
| T H Á N G 10 | 11         | Bishu                                                                     |             | Nishikawa Tatsuro             | Hattori Misaki, Okazaki Sae, Nagasawa Itsuki, Kurokawa Sōya, Chibana Kurara, Shimizu Misa, Yoshida Eisaku                                                                    | [ 141 ]   |
| T H Á N G 10 | 18         | Adabana                                                                   |             | Kai Sayaka                    | Iura Arata, Mizuhara Kiko, Miura Tōko, Koda Miyako, Saito Yuki, Nagase Masatoshi                                                                                             | [ 142 ]   |
| T H Á N G 10 | 18         | Maru                                                                      |             | Ogigami Naoko                 | Domoto Tsuyoshi | [ 143 ]   |
| T H Á N G 10 | 25         | Ganbatte Ikimasshoi                                                       |             | Sakuragi Yuhei                | Amamiya Sora, Itō Miku, Takahashi Rie, Kitō Akari, Hasegawa Ikumi | [ 144 ]   |
| T H Á N G 10 | 25         | Hakkenden: Fiction and Reality                                            |             | Sori Fumihiko                 | Yakusho Koji, Uchino Seiyō, Tsuchiya Tao, Watanabe Keisuke, Suzuki Jin, Itagaki Rihito, Mizukami Koshi, Kuriyama Chiaki, Isomura Hayato, Kuroki Haru, Terajima Shinobu       | [ 145 ]   |
| T H Á N G 10 | 25         | All of Tokyo!                                                             |             | Kumakiri Kazuyoshi            | Shōgenji Yōko, Watanabe Rina, Fujishima Kaho, Ishizuka Tamaki, Konishi Nanami, Takeuchi Kirari, Hirao Honoka, Hiraoka Mitsuki, Shimizu Rio, Miyachi Sumire, Yamashita Haruka | [ 146 ]   |
| T H Á N G 11 | 1          | 11 Rebels                                                                 |             | Shiraishi Kazuya              | Yamada Takayuki, Nakano Taiga | [ 147 ]   |
| T H Á N G 11 | 1          | Aimitagai                                                                 |             | Kusano Shogo                  | Kuroki Haru, Nakamura Aoi, Fujima Sawako, Kondō Hana, Shiratori Tamaki, Fubuki Jun, Kusabue Mitsuko                                                                          | [ 148 ]   |
| T H Á N G 11 | 1          | Stolen Identity: The Last Hacker                                          |             | Nakata Hideo                  | Narita Ryo, Chiba Yudai, Kwon Eun-bi, Otani Ryohei, Shiraishi Mai, Iura Arata                                                                                                | [ 149 ]   |
| T H Á N G 11 | 8          | The Real You                                                              |             | Ishii Yuya                    | Ikematsu Sosuke, Tanaka Yūko, Miyoshi Ayaka, Mizukami Koshi, Nakano Taiga, Tanaka Min, Ayano Go, Tsumabuki Satoshi                                                           | [ 150 ]   |
| T H Á N G 11 | 8          | Atashino!                                                                 |             | Yokobori Mitsunori            | Watanabe Miho, Kimura Masaya, Saito Nagisa, Yamanaka Jyutaro | [ 151 ]   |
| T H Á N G 11 | 8          | Fuuto PI: The Portrait of Kamen Rider Skull                               |             | Kabashima Yosuke              | Hosoya Yoshimasa, Uchiyama Koki, Sekine Akira, Komatsu Mikako, Furukawa Makoto, Ono Daisuke, Tsuda Kenjiro                                                                   | [ 152 ]   |
| T H Á N G 11 | 8          | Route 29                                                                  |             | Morii Yūsuke                  | Ayase Haruka, Osawa Kana | [ 153 ]   |
| T H Á N G 11 | 8          | BanG Dream! It's MyGO!!!!! Sing, Songs That Become Us & Film Live         |             | Kakimoto Kodai                | Yōmiya Hina, Aoki Hina, Tateishi Rin, Kohinata Mika, Hayashi Coco | [ 154 ]   |
| T H Á N G 11 | 15         | Shinji Muroi: Stay Alive                                                  |             | Motohiro Katsuyuki, Saitō Jun | Yanagiba Toshirō | [ 155 ]   |
| T H Á N G 11 | 15         | Mr. Yano's Ordinary Days                                                  |             | Shinjō Takehiko               | Yagi Yusei, Ikehata Anji, Nakamura Kaito | [ 156 ]   |
| T H Á N G 11 | 15         | At the Bench                                                              |             | Okuyama Yoshiyuki             | Hirose Suzu, Nakano Taiga, Kishii Yukino, Okayama Amane, Arakawa Yoshiyoshi, Imada Mio, Mori Nana, Kusanagi Tsuyoshi, Yoshioka Riho, Kamiki Ryunosuke                        | [ 157 ]   |
| T H Á N G 11 | 15         | Oasis                                                                     |             | Iwaya Takurō                  | Shimizu Hiroya, Takasugi Mahiro, Itō Marika | [ 158 ]   |
| T H Á N G 11 | 22         | 6 Lying University Students                                               |             | Satō Yūichi                   | Hamabe Minami, Akaso Eiji, Sano Hayato, Yamashita Mizuki, Kura Yūki, Nishigaki Sho                                                                                           | [ 159 ]   |
| T H Á N G 11 | 22         | The Silence of the Sea                                                    |             | Wakamatsu Setsurō             | Motoki Masahiro, Koizumi Kyoko, Shimizu Misa, Sugeno Megumi, Ishizaka Kōji, Nakai Kiichi                                                                                     | [ 160 ]   |
| T H Á N G 11 | 22         | Angry Squad                                                               |             | Ueda Shin'ichirō              | Uchino Seiyō, Okada Masaki, Kawaei Rina, Morikawa Aoi, Goto Takenori, Kamikawa Shusaku, Suzuki Seina, Maya Miki                                                              | [ 161 ]   |
| T H Á N G 11 | 29         | Ame no Naka no Yokujō                                                     |             | Katayama Shinzo               | Narita Ryo, Nakamura Eriko, Morita Go, Li Sophia, Takenaka Naoto | [ 162 ]   |
| T H Á N G 11 | 29         | Faceless                                                                  |             | Fujii Michihito               | Yokohama Ryusei, Yoshioka Riho, Morimoto Shintaro, Yamada Anna, Yamada Takayuki                                                                                              | [ 163 ]   |
| T H Á N G 12 | 6          | Doctor-X: The Movie                                                       |             | Tamura Naoki                  | Yonekura Ryoko, Tanaka Kei, Uchida Yuki, Imada Mio, Katsumura Masanobu, Suzuki Kosuke, Endō Kenichi, Kishibe Ittoku, Nishida Toshiyuki                                       | [ 164 ]   |
| T H Á N G 12 | 6          | My Younger Brothers Are Sorry                                             |             | Miki Kōichirō                 | Hata Mei, Sakuma Ryuto, Nasu Yuto, Oriyama Nao, Uchida Kirato | [ 165 ]   |
| T H Á N G 12 | 13         | Fushigi Dagashiya Zenitendō                                               |             | Nakata Hideo                  | Amami Yūki, Shiroyama Noa | [ 166 ]   |
| T H Á N G 12 | 13         | Cells at Work!                                                            |             | Takeuchi Hideki               | Nagano Mei, Satoh Takeru, Ashida Mana, Abe Sadao | [ 167 ]   |
| T H Á N G 12 | 20         | Saint Young Men: The Movie                                                |             | Fukuda Yūichi                 | Matsuyama Kenichi, Sometani Shota, Kaku Kento, Iwata Takanori, Shiraishi Mai, Katsuji Ryo, Sato Jiro                                                                         | [ 168 ]   |
| T H Á N G 12 | 20         | Oshi no Ko                                                                |             | Smith                         | Sakurai Kaito, Saitō Asuka, Saitō Nagisa, Hara Nanoka, Kayashima Mizuki, Ano                                                                                                 | [ 169 ]   |
| T H Á N G 12 | 20         | Nintama Rantarō the Movie: The Dokutake Ninja Team's Strongest Strategist |             | Fujimori Masaya               | Takayama Minami, Tanaka Mayumi, Ichiryūsai Teiyū, Seki Toshihiko | [ 170 ]   |
| T H Á N G 12 | 20         | Arikitari na Kotoba ja nakute                                             |             | Watanabe Takashi              | Maehara Ko, Konishi Sakurako | [ 171 ]   |
| T H Á N G 12 | 27         | The Hotel of My Dream                                                     |             | Tsutsumi Yukihiko             | Non, Tachibana Kenchi, Tanaka Kei, Takitō Kenichi, Hashimoto Ai, Wakamura Mayumi                                                                                             | [ 172 ]   |

### TBA
| Khởi chiếu  | Khởi chiếu | Tiêu đề                       | Tiêu đề gốc | Đạo diễn        | Diễn viên                                                                   | Tham khảo |
| ----------- | ---------- | ----------------------------- | ----------- | --------------- | --------------------------------------------------------------------------- | --------- |
| S Ắ P T Ớ I | TBA        | Me & Roboco: The Movie        |             | TBA             | Matsuo Shun, Tsuda Minami                                                   | [ 173 ]   |
| S Ắ P T Ớ I | TBA        | A Side Character's Love Story |             | TBA             | TBA                                                                         | [ 174 ]   |
| S Ắ P T Ớ I | TBA        | Transcending Dimensions       |             | Toyoda Toshiaki | Kubozuka Yosuke, Matsuda Ryuhei                                             | [ 175 ]   |
| S Ắ P T Ớ I | TBA        | La Grande Maison Paris        |             | Tsukahara Ayuko | Kimura Takuya, Suzuki Kyōka, Tamamori Yuta, Oikawa Mitsuhiro, Sawamura Ikki | [ 176 ]   |